# Yumileidi Cumbá
Yumileidi Cumbá, kubanska atletinja, * 11. februar 1975, Guantanamo, Kuba.
Na XXVIII. olimpijskih igrah je leta 2004 v Atenah osvojila zlato medaljo v suvanju krogle.